# Lophosia
Lophosia – rodzaj muchówek z rodziny rączycowatych (Tachinidae).

## Wybrane gatunki
- L. angusticauda (Townsend, 1927)[1]
- L. bicincta (Robineau-Desvoidy, 1830)[1]
- L. caudalis Sun, 1996[1]
- L. excisa Tothill, 1918[1]
- L. fasciata Meigen, 1824[1][2]
- L. flavicornis Sun, 1996[1]
- L. hamulata (Villeneuve, 1926)[1]
- L. imbecilla Herting, 1983[1]
- L. imbuta (Wiedemann, 1819)[1]
- L. jiangxiensis Sun, 1996[1]
- L. lophosioides (Townsend, 1927)[1]
- L. macropyga Herting, 1983[1]
- L. marginata Sun, 1996[1]
- L. ocypterina (Villeneuve, 1927)[1]
- L. perpendicularis (Villeneuve, 1927)[1]
- L. pulchra (Townsend, 1927)[1]
- L. scutellata Sun, 1996[1]
- L. tianmushanica Sun, 1996[1]